# EPIC 207389002
EPIC 207389002 — одиночная звезда в созвездии Близнецов на расстоянии (вычисленном из значения параллакса) приблизительно 8599 световых лет (около 2636 парсек) от Солнца. Видимая звёздная величина звезды — +15,651m.

## Характеристики
EPIC 207389002 — жёлтый карлик спектрального класса G. Масса — около 1,07 солнечной, радиус — около 1,12 солнечных, светимость — около 3,63 солнечных. Эффективная температура — около 5331 K.

## Планетная система
В 2016 году командой астрономов, работающих с фотометрическими данными в рамках проекта Kepler-K2, было объявлено об открытии кандидата в планеты EPIC 207389002.01.